# Morsbronn-les-Bains
Morsbronn-les-Bains (en alsacià Morschbrunn) és un municipi francès, situat a la regió del Gran Est, al departament del Baix Rin. L'any 1999 tenia 522 habitants.
Forma part del cantó de Reichshoffen, del districte de Haguenau-Wissembourg i de la Comunitat de comunes Sauer-Pechelbronn.

## Demografia
| 1962 | 1968 | 1975 | 1982 | 1990 | 1999 |
| ---- | ---- | ---- | ---- | ---- | ---- |
| 511  | 514  | 541  | 540  | 585  | 522  |

## Administració
| Període | Identitat        | Partit |
| ------- | ---------------- | ------ |
| 2001-   | Dominique Prevot |        |